# Liste von Persönlichkeiten der Stadt Belfast
Die folgende Liste enthält Personen, die in Belfast geboren wurden sowie solche, die zeitweise dort gelebt und gewirkt haben, jeweils chronologisch aufgelistet nach dem Geburtsjahr. Die Liste erhebt keinen Anspruch auf Vollständigkeit.

## In Belfast geborene Persönlichkeiten

### Bis 1800
- Henry Joy McCracken (1753–1798), Textilunternehmer und Freiheitskämpfer
- Elizabeth Hamilton (1756–1816), Dichterin, Schriftstellerin und Satirikerin
- Charles Telfair (1777/78–1833), irisch-mauritischer Arzt und Botaniker
- Henry Pottinger (1789–1856), Soldat und Kolonialbeamter
- James Barry (1795–1865), Arzt
- Alexander McDonnell (1798–1835), Schachmeister

### 19. Jahrhundert

#### 1801 bis 1850
- William MacGuckin de Slane (1801–1878), irisch-französischer Orientalist und Übersetzer
- Samuel Ferguson (1810–1886), irisch-britischer Anwalt, Archivar, Dichter und Schriftsteller
- Thomas Andrews (1813–1885), irischer Physikochemiker
- Frederick Seymour (1820–1869), Kolonialbeamter
- James Thomson (1822–1892), irischer Ingenieur, Physiker und Erfinder
- William Thomson, 1. Baron Kelvin (1824–1907), Physiker
- Frederick Dobson Middleton (1825–1898), General
- Hugh Newell (1830–1915), irisch-US-amerikanischer Maler
- James Bryce, 1. Viscount Bryce (1838–1922), Jurist, Historiker und Politiker
- Osborne Reynolds (1842–1912), Physiker

#### 1851 bis 1900
- James Buckle (≈1854–1884), Fußballspieler
- William Mulholland (1855–1935), Wasserbauingenieur
- John Lavery (1856–1941), irischer Porträtist und Landschaftsmaler
- Margaret Montgomery Pirrie (1857–1935), britische Unternehmerin und Philanthropin, 1904 zur Ehrenbürgerin von Belfast ernannt
- Augustus Edward Dixon (1861–1946), irischer Chemiker
- Margaret Matilda White (1868–1910), neuseeländische Fotografin und Krankenschwester
- Charles MacLeod-Robertson (1870–1951), britischer Regattasegler
- James Craig, 1. Viscount Craigavon (1871–1940), Unionist
- John Stanley Gardiner (1872–1946), Zoologe und ein Pionier der Erforschung tropischer Korallenriffe
- Jack Taggart (1872–1927), irischer Fußballspieler
- Alfred Robb (1873–1936), Physiker
- Forrest Reid (1875–1947), Schriftsteller, Literaturkritiker und Übersetzer
- Henry Dunlop (1876–1931), Polarforscher (1895–1986)
- Robert George Clements (1880–1947), Chirurg
- Una O’Connor (1880–1959), irische Schauspielerin
- Robert Foster Kennedy (1884–1952), irisch-amerikanischer Neurologe
- Joseph Connolly (1885–1961), irischer Politiker
- Albert Sharpe (1885–1970), irischer Schauspieler
- Benjamin Glazer (1887–1956), Drehbuchautor, Produzent und Regisseur
- Seán MacEntee (1889–1984), irischer Politiker
- Elisha Scott (1893–1959), Fußballtorhüter und -trainer
- Frances Kyle (1894–1958), irische Rechtsanwältin
- Brian Desmond Hurst (1895–1986), irischer Filmregisseur
- Warren Lewis (1895–1973), Historiker
- C. S. Lewis (1898–1963), irischer Schriftsteller und Literaturwissenschaftler
- Eileen Law (1900–1978), kanadische Sängerin und Musikpädagogin
- Eugene Joseph Butler (1900–1981), römisch-katholischer Ordensgeistlicher und Bischof von Mombasa

### 20. Jahrhundert

#### 1901 bis 1910
- William Christopher Atkinson (1902–1992), Historiker, Hispanist und Lusitanist
- Hugh Flack (1903–1986), Fußballspieler
- John Greenlees Semple (1904–1985), Mathematiker
- Saidie Patterson (1904–1985), Gewerkschafterin, Politikerin und Friedensaktivistin
- Terence Ingold (1905–2010), Mykologe
- William MacQuitty (1905–2004), irischer Filmproduzent und Autor
- James Moody (1907–1995), irischer Stummfilm-Begleitpianist und Komponist
- Louis MacNeice (1907–1963), nordirisch-britischer Dichter und Prosaautor
- Howard Ferguson (1908–1999), irischer Komponist
- Walter Rusk (1910–1940), Motorradrennfahrer

#### 1911 bis 1920
- John Boyd (1912–2002), Dramatiker
- Herbert Kirk (1912–2006), Politiker
- William Conway (1913–1977), Erzbischof von Armagh
- Muriel Kennett Wales (1913–2009), kanadische Mathematikerin
- Vic Aicken (1914–1972), Fußballspieler
- Harry McKibbin (1915–2001), irischer Rugby-Union-Spieler
- John Herivel (1918–2011), Historiker und Kryptoanalytiker
- Chaim Herzog (1918–1997), Präsident Israels
- Rinty Monaghan (1918–1984), Boxer
- Joe Cahill (1920–2004), Mitglied der Irish Republican Army
- Elizabeth Shaw (1920–1992), irische Grafikerin und Kinderbuchautorin

#### 1921 bis 1930
- Billy McKee (1921–2019), Gründungsmitglied und Führer der Provisional Irish Republican Army
- Brian Moore (1921–1999), irisch-kanadischer Schriftsteller und Drehbuchautor
- Siobhán McKenna (1922–1986), irische Film- und Theaterschauspielerin
- Sammy McCrory (1924–2011), Fußballspieler und -trainer
- Charlie Tully (1924–1971), Fußballspieler
- Cecil Walker (1924–2007), Politiker
- David Agnew (1925–1966), Fußballspieler
- Len Graham (1925–2007), Fußballspieler und -trainer
- Sammy Smyth (1925–2016), Fußballspieler
- Danny Blanchflower (1926–1993), Fußballspieler, -trainer und Sportjournalist
- Margaret Guilfoyle (1926–2020), australische Politikerin (Liberal Party of Australia) und Bildungsministerin Australiens
- Jack Kyle (1926–2014), Rugby-Union-Spieler und Mediziner
- Alf McMichael (1927–2006), Fußballspieler und -trainer
- John Stewart Bell (1928–1990), Physiker
- James White (1928–1999), Science-Fiction-Autor
- Richard Miller (1929–2021), Speerwerfer
- Billy Simpson (1929–2017), Fußballspieler
- Heather Harper (1930–2019), Sopranistin
- Terry Milligan (1930–2008), Boxer
- John Morrow (1930–2014), Schriftsteller

#### 1931 bis 1940
- Billy Bingham (1931–2022), Fußballspieler und -trainer
- James Greene (1931–2021), Film- und Theater-Schauspieler und Hörspielsprecher
- John Morrow (1931–2009), Pfarrer
- Eileen Paisley (* 1931), Politikerin
- Bob Shaw (1931–1996), Schriftsteller
- John McNally (1932–2022), Boxer
- Paddy Hopkirk (1933–2022), Autorennfahrer
- Dick Keith (1933–1967), Fußballspieler
- Gusty Spence (1933–2011), Extremist
- Ronnie Carroll (1934–2015), Sänger und Politiker
- Séamus Herron (* 1934), Radrennfahrer
- Catherine McGuinness (* 1934), Richterin
- Roy Rea (1934–2005), Fußballspieler
- Derek Bell (1935–2002), Musiker
- Ruby Murray (1935–1996), Popsängerin
- Freddie Gilroy (1936–2016), Boxer
- Leonard Steinberg, Baron Steinberg (1936–2009), Politiker
- Martin McKay (1937–2007), Radrennfahrer
- May Blood, Baroness Blood (1938–2022), Gewerkschafterin und Politikerin
- Sammy Chapman (1938–2019), Fußballspieler und -trainer
- Derek Dougan (1938–2007), Fußballspieler
- Jackie Flavelle (1938–2017), Blues- und Jazz-Musiker
- Bob Allen (* 1939), Fußballspieler
- James Galway (* 1939), Flötist
- Michael Longley (1939–2025), Dichter
- Paddy McGuigan (1939–2014), Folksänger und Musiker
- George McWhirter (* 1939), kanadischer Schriftsteller, Übersetzer und Hochschullehrer
- Billy Reid (1939–1971), Freiwilliger des 3. Bataillons der „Belfast Brigade“
- Anthony J. Farquhar (1940–2023), katholischer Geistlicher, Weihbischof in Down und Connor
- Brian Mawhinney (1940–2019), Politiker

#### 1941 bis 1950
- Derek Mahon (1941–2020), Dichter und Drehbuchautor
- Stewart Parker (1941–1988), Dichter und Dramatiker
- Noel Teggart (1941–1997), Radrennfahrer
- Martin Waddell (* 1941), Schriftsteller
- Ralph Bryans (1941–2014), Motorradrennfahrer
- George Henry Cassidy (1942–2024), anglikanischer Theologe
- Bernard MacLaverty (* 1942), Autor
- Terry Neill (1942–2022), Fußballspieler und -trainer
- Tony Banks (1943–2006), Politiker
- Jocelyn Bell Burnell (* 1943), Radioastronomin
- Kenneth Montgomery (1943–2023), Dirigent und Musikpädagoge
- Betty Williams (1943–2020), Friedensaktivistin und Friedensnobelpreisträgerin
- Jim Armstrong (* 1944), Rock- und Bluesgitarrist
- Mairead Corrigan (* 1944), Mitbegründerin der Community of Peace People
- James McCourt (1944–2023), Boxer
- Patricia Quinn (* 1944), Schauspielerin und Sängerin
- Shaw Clifton (1945–2023), Leiter der Heilsarmee
- Richard Lloyd (1945–2008),  Autorennfahrer und Rennstallbesitzer
- Damien Magee (* 1945), Autorennfahrer
- David McWilliams (1945–2002), Musiker
- Martin Meehan (1945–2007), Aktivist und Politiker
- Van Morrison (* 1945), Musiker, Sänger und Komponist
- George Best (1946–2005), Fußballspieler
- Mike Bull (* 1946), Stabhochspringer und Zehnkämpfer
- Elizabeth Fee (1946–2018), Historikerin
- Ernie Graham (1946–2001), Sänger und Gitarrist
- Stephen Rea (* 1946), irischer Schauspieler
- Freddie Scappaticci (1946–2023), Mitglied der Provisional Irish Republican Army und evtl. Doppelagent
- Ian Watson (* 1946), irisch-deutscher Hochschullehrer und Autor
- John Watson (* 1946), Autorennfahrer
- Wallace Browne, Baron Browne of Belmont (* 1947), Politiker
- Jack Holland (1947–2004), Autor und Journalist
- Gerry Adams (* 1948), Politiker
- William M. Anderson (* 1948), Filmeditor
- Ciaran Carson (1948–2019), Dichter, Schriftsteller und Übersetzer
- John Cushnahan (* 1948), Politiker
- Samuel Patterson (* 1948), Mathematiker
- Peter Robinson (* 1948), Politiker
- Nuala Ahern (* 1949), Politikerin
- Alex Higgins (1949–2010), Snookerspieler
- Lou Martin (1949–2012), Pianist u. a. von Rory Gallagher
- John L. Moles (1949–2015), Klassischer Philologe und Schachmeister
- Pat Rice (* 1949), Fußballspieler und -trainer
- Iris Robinson (* 1949), Politikerin
- Paul Bew (* 1950), Historiker und Politiker
- Tommy Cassidy (1950–2024), Fußballspieler und -trainer
- Denis Donaldson (1950–2006), Mitglied der Organisationen Provisional Irish Republican Army und Sinn Féin
- Ian McAllister (* 1950), Politikwissenschaftler und Hochschullehrer

#### 1951 bis 1960
- Bernard Fox (* 1951), Mitglied der Provisional Irish Republican Army
- Fred Johnston (* 1951), Schriftsteller
- Paul McAleenan (* 1951), römisch-katholischer Geistlicher, Weihbischof in Westminster
- Mary McAleese (* 1951), Journalistin und Staatspräsidentin (Éire, 1997–2011)
- Gerry McAvoy (* 1951), Wegbegleiter des irischen Gitarrenvirtuosen Rory Gallagher
- David McCalden (1951–1990), rechtsextremer Politiker
- Joe McDonnell (1951–1981), Widerstandskämpfer und Hungerstreikender
- Wallace Arthur (* 1952), Zoologe
- Tommy Finney (* 1952), Fußballspieler
- Terry George (* 1952), Regisseur und Drehbuchautor
- Alex Maskey (* 1952), Politiker
- Gary Moore (1952–2011), Rock- und Blues-Gitarrist, Komponist und Sänger
- Anne Devlin (* 1953), Schriftstellerin
- David Ervine (1953–2007), Politiker
- Ciarán Hinds (* 1953), Schauspieler
- Alister McGrath (* 1953), Professor für Theologie
- Danny Morrison (* 1953), Journalist und Schriftsteller
- Philip Russell (* 1953), Physiker
- Gerry Conlon (1954–2014), Justizopfer (Guildford Four) und Autor
- Gerry Armstrong (* 1954), Fußballspieler
- Sammy McIllroy (* 1954), Fußballspieler und -trainer
- Bobby Sands (1954–1981), Mitglied der IRA
- Bríd Brennan (* 1955), irisch-britische Schauspielerin
- Kieran Doherty (1955–1981), Mitglied der IRA
- John Graham (* 1955), kanadischer Autorennfahrer
- John Mcclelland (* 1955), Fußballspieler
- Jackie McMullan (* 1955), Freiwilliger der Provisional Irish Republican Army
- Bobby Campbell (1956–2016), Fußballspieler
- George Dunlop (* 1956), Fußballspieler
- Bill McCabe (* 1956/57), Unternehmer
- John McDowell (* 1956), anglikanischer Erzbischof und Theologe der Church of Ireland
- Mairéad Farrell (1957–1988), Aktivistin der Irish Republican Army
- Billy Hamilton (* 1957), Fußballspieler und -trainer
- David McCreery (* 1957), Fußballspieler und -trainer
- Donal O’Donnell (* 1957), Richter
- Bob Bell (* 1958), Ingenieur und Manager
- Dave Finlay (* 1958), Wrestler und Wrestlingtrainer
- Johnny Jameson (* 1958), Fußballspieler
- James McCaffrey (1958–2023), US-amerikanischer Schauspieler
- Pat Sheehan (* 1958), Mitglied der Provisional Irish Republican Army
- Jimmy Quinn (* 1959), Fußballspieler und -trainer
- Hugh Russell (1959–2023), Boxer
- Kate Thompson (* 1959), Schriftstellerin
- Kenneth Branagh (* 1960), Schauspieler und Regisseur
- Mark Caughey (* 1960), Fußballspieler
- Barry Douglas (* 1960), Pianist
- Arlene McCarthy (* 1960), Politikerin

#### 1961 bis 1970
- Patrick Bond (* 1961), Soziologe und Politischer Ökonom
- Jane Harris (* 1961), Schriftstellerin
- Ian Stewart (* 1961), Fußballspieler
- Anna Burns (* 1962), Schriftstellerin
- Bap Kennedy (1962–2016), Sänger, Songwriter und Gitarrist
- Alan McDonald (1963–2012), Fußballspieler und -trainer
- Michael Smiley (* 1963), Schauspieler und Komiker
- Martin Donnelly (* 1964), Autorennfahrer
- Phil Hughes (* 1964), Fußballtorwart
- Jeremy McWilliams (* 1964), Motorradrennfahrer
- Ian Wilson (* 1964), Komponist
- Robert McLiam Wilson (* 1964), Schriftsteller
- Andy Black (* 1965), Pokerspieler
- Robert Ehrlich (* 1965), Musikethnologe und Blockflötist
- Peter Gray (* 1965), Neuzeithistoriker und Hochschullehrer
- Anthony Kerr (* 1965), Jazz-Vibraphonist und Komponist
- Michael Moore (* 1965), Politiker
- Fionnuala Sweeney (* 1965), Fernsehmoderatorin und Reporterin
- Norman Whiteside (* 1965), Fußballspieler
- Martin Galway (* 1966), Komponist
- Cathy Kelly (* 1966), Schriftstellerin und UNICEF-Botschafterin
- Brian Kennedy (* 1966), Sänger und Autor
- John McCrea (* 1966), Comiczeichner
- Derek Porter (* 1967), Ruderer
- James Brown (The King) (* 1968), britischer Sänger
- Adrian McKinty (* 1968), Krimischriftsteller
- Zara Turner (* 1968), Schauspielerin
- David Holmes (* 1969), Musiker und Filmmusikkomponist
- Jim Magilton (* 1969), Fußballspieler und -trainer
- Joe Swail (* 1969), Snookerspieler
- Shane Brolly (* 1970), Schauspieler
- Geraldine Hughes (* 1970), Schauspielerin
- Wayne McCullough (* 1970), Boxer
- Steve Morrow (* 1970), Fußballspieler und -trainer
- Eva-Maria Westbroek (* 1970), niederländische Opernsängerin

#### 1971 bis 1980
- David Humphreys (* 1971), Rugby-Union-Spieler
- Naomi Long (* 1971), Politikerin
- Eamonn Magee (* 1971), Profiboxer
- Geraldine O’Rawe (* 1971), Schauspielerin
- Peter Stewart (* 1971), Archäologe
- Jon Wright (* 1971), Filmregisseur und Drehbuchautor
- Conor Burns (* 1972), britischer Politiker
- Donna McGettigan (* 1972), Politikerin
- Owen Nolan (* 1972), kanadischer Eishockeyspieler
- Michael Hutchinson (* 1973), Radrennfahrer
- David McCann (* 1973), Straßenradrennfahrer
- Kevin McGarrity (* 1973), Autorennfahrer
- Michael Creagh (* 1973/74), Filmemacher
- Steve Cavanagh (* 1976), Rechtsanwalt und Autor
- Roy Essandoh (* 1976), Fußballspieler
- Paul McKee (* 1977), Sprinter
- Damian O’Hare (* 1977), Film- und Theaterschauspieler
- Michael Duff (* 1978), Fußballspieler
- Simon McBride (* 1979), Gitarrist, Sänger, Songwriter, Produzent und Dozent am BIMM Institut in Dublin
- David Caves (* 1979), Schauspieler
- Grant McCann (* 1980), Fußballtrainer und -spieler
- Rafael Payare (* 1980), Ehrendirigent des Ulster Orchestra

#### 1981 bis 1990
- Jupiter Ace (* 1980/81), DJ
- George McCartney (* 1981), Fußballspieler
- Packy Lee (* 1981 oder 1982), irischer Schauspieler
- Simon Patterson (* 1981), DJ und Trance-Produzent
- Graeme Walton (* 1982), britisch-irischer Eishockeyspieler
- Kiera Chaplin (* 1982), Fotomodell und Schauspielerin
- Laura Donnelly (* 1982), Schauspielerin
- Jamie Dornan (* 1982), irisch-britischer Schauspieler, Fotomodell und Musiker
- Eamon O’Kane (* 1982), Boxer
- Chris Brunt (* 1984), Fußballspieler
- Colin Coates (* 1985), Fußballspieler
- Niall Ó Donnghaile (* 1985), irischer Politiker
- Jenn Murray (* 1986), Schauspielerin
- Paddy Barnes (* 1987), Boxer
- Gerry Carroll (* 1987), Politiker
- Tony Kane (* 1987), Fußballspieler
- Jonny Evans (* 1988), Fußballspieler
- Mark Ryder (* 1989), Schauspieler
- John Travers (* 1989), Schauspieler
- Lyra McKee (1990–2019), Journalistin
- Robyn Stewart (* 1990), Bahnradsportlerin
- Paul Stirling (* 1990), Cricketspieler

#### 1991 bis 2000
- Liam Boyce (* 1991), Fußballspieler
- Nadene Caldwell (* 1991), Fußball- und Futsalspielerin
- Rebecca Shorten (* 1993), Ruderin
- Charlie Eastwood (* 1995), Autorennfahrer
- Andrew Watson (* 1995), Autorennfahrer
- Caolan Boyd-Munce (* 2000), Fußballspieler
- Jack McMillan (* 2000), Schwimmer
- Cara Murray (* 2000), irische Cricketspielerin

## 21. Jahrhundert
- Erin Creighton (* 2004), Radsportlerin
- Brodie Spencer (* 2004), Fußballspieler
- Amy Hunter (* 2005), irische Cricketspielerin
- Francis Turley (* 2006), Fußballspieler

## Personen mit Bezug zu Belfast
- Joan Lingard (1932–2022), Kinder- und Jugendbuchautorin
- Jordan Adetunji (* 1999), britischer Rapper und Sänger
- Katie Melua (* 1984), Sängerin, lebte 1993 bis 1997 in Belfast